# C/2006 P1 (McNaught)
C/2006 P1 (McNaught) ist ein Komet, der sich im Januar 2007 zu dem hellsten Kometen seit Ikeya-Seki im Jahre 1965 entwickelte und der erste Komet seit 1976 war, der mit bloßem Auge am Taghimmel gesehen werden konnte. Sein eindrucksvoller Staubschweif war aber nur von der Südhalbkugel aus zu beobachten. Er wird zu den „Großen Kometen“ gezählt.

## Entdeckung und Beobachtung
Der australische Astronom Robert McNaught entdeckte den Kometen am 7. August 2006 auf Aufnahmen, die im Rahmen des Siding Spring Surveys mit dem 0,5-m-Uppsala Southern Schmidt Telescope am Siding-Spring-Observatorium gemacht wurden. Es war McNaughts 31. Kometenentdeckung. Zu diesem Zeitpunkt war der Komet noch etwa 3,1 AE von der Sonne und 2,5 AE von der Erde entfernt und seine Helligkeit lag bei 17–18 mag.

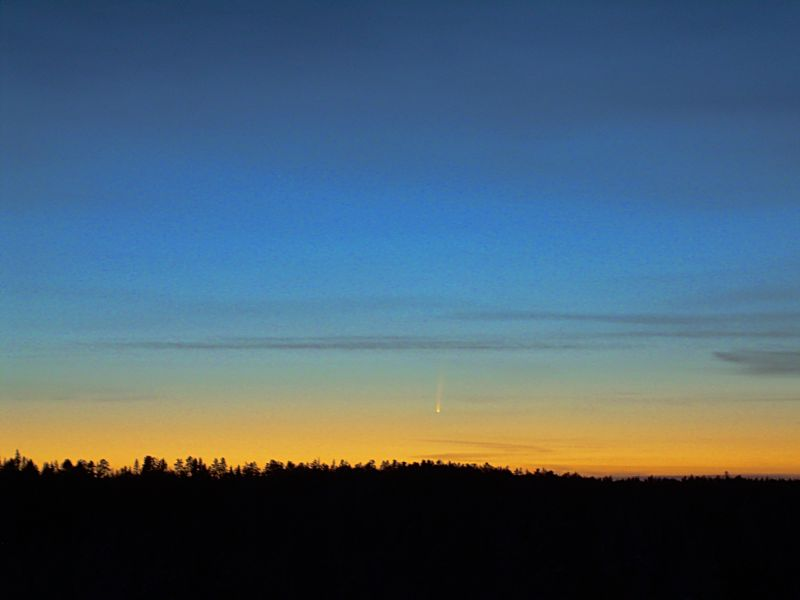
Auf der Nordhalbkugel war der Komet Anfang Januar 2007 nur dicht über dem Horizont in der Abenddämmerung zu sehen

Nur knapp einen halben Tag später konnte die Entdeckung durch ein Observatorium in Brasilien bestätigt werden und auch in Siding Spring konnte der Komet in den folgenden Tagen weiter beobachtet werden. Eine erste Berechnung durch Brian Marsden am 8. August ergab noch unzutreffende Daten für die Umlaufbahn, aber nur drei Tage später konnte die Bahn bereits sehr genau bestimmt werden. Eine prognostizierte Annäherung bis auf 0,17 AE an die Sonne verhieß einen möglicherweise sehr hellen Kometen für den Januar 2007.
Im Verlauf der folgenden Monate stieg die Helligkeit des Kometen langsam aber stetig an und erreichte Ende Oktober 12 mag. Im November wurde die Beobachtung immer schwieriger, da der Komet nur noch kurz in der Morgendämmerung erschien und in der Mitte des Monats gelangen die letzten Beobachtungen bei etwa 9 mag, danach stand der Komet am Himmel zu nahe an der Sonne. Erst am 26. Dezember wurde er bei einer Helligkeit von 4,5 mag wieder in der Abenddämmerung aufgefunden.
Anfang Januar 2007 begannen für Beobachter auf der Nordhalbkugel die besten Sichtungsbedingungen, er konnte jeweils nur für kurze Zeit sowohl in der Morgen- als auch in der Abenddämmerung beobachtet werden, aber seine Helligkeit nahm rapide zu. Am 6. Januar erreichte sie schon 0 mag und lag am 11. Januar bereits bei −3 mag. Während der ganzen Zeit stand der Komet aber nur knapp über dem Horizont.

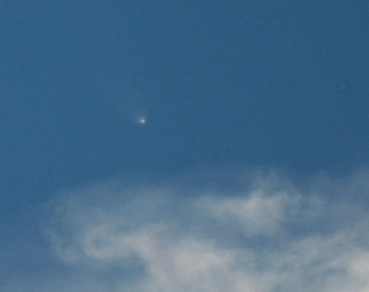
Komet McNaught, am 13. Januar 2007 am Taghimmel aufgenommen

Als der Komet nun der Sonne immer näher kam, geriet er auch in das Blickfeld mehrerer Sonnenbeobachtungssatelliten. So konnte er ab 11. Januar auf Aufnahmen der gerade aktivierten SECCHI-Instrumente an Bord der erst kurze Zeit im Orbit befindlichen Raumsonden STEREO-A und -B und vom 12. bis 16. auch auf denen des Koronografen LASCO C3 des Weltraumteleskops SOHO gefunden werden. Es war der hellste Komet, der in den vergangenen 10 Jahren mit diesem Instrument registriert wurde. Die Helligkeit war so stark, dass das Bild teilweise überstrahlt wurde.
Zwei Tage nach dem Periheldurchgang erreichte der Komet am 13. und 14. Januar seine größte Helligkeit zwischen −5 und −6 mag und er konnte von vielen Beobachtern freiäugig am hellichten Tag gesehen werden, wenn man einfach die Sonne mit der Hand abdeckte. Diese Helligkeitsspitze wurde auch zu einem beachtlichen Teil verursacht durch Vorwärtsstreuung des Sonnenlichts an den Staubpartikeln des Schweifs, als der Komet fast in gerader Linie zwischen Sonne und Erde stand. Für Beobachter auf der Südhalbkugel erschien der Komet nun in der Abenddämmerung und begann einen spektakulären Schweif zu entwickeln, ähnlich wie der Komet C/1975 V1 (West). Am 17. Januar berichteten erfahrene Beobachter bereits von einem 5° langen Schweif bei einer Helligkeit des Kometen von −2 bis −3 mag. Als der Komet immer weiter in den Abendhimmel stieg, wurde der Schweif immer prominenter. Terry Lovejoy schätzte seine Länge am 18. Januar auf 15°, wenige Tage danach wurde bereits von 24° Länge berichtet. Im Schweif waren auffällig leuchtende Staubstreifen (Striae) zu erkennen und um den 24. Januar erreichte der Schweif mit bloßem Auge erkennbare Längen bis zu 35°.

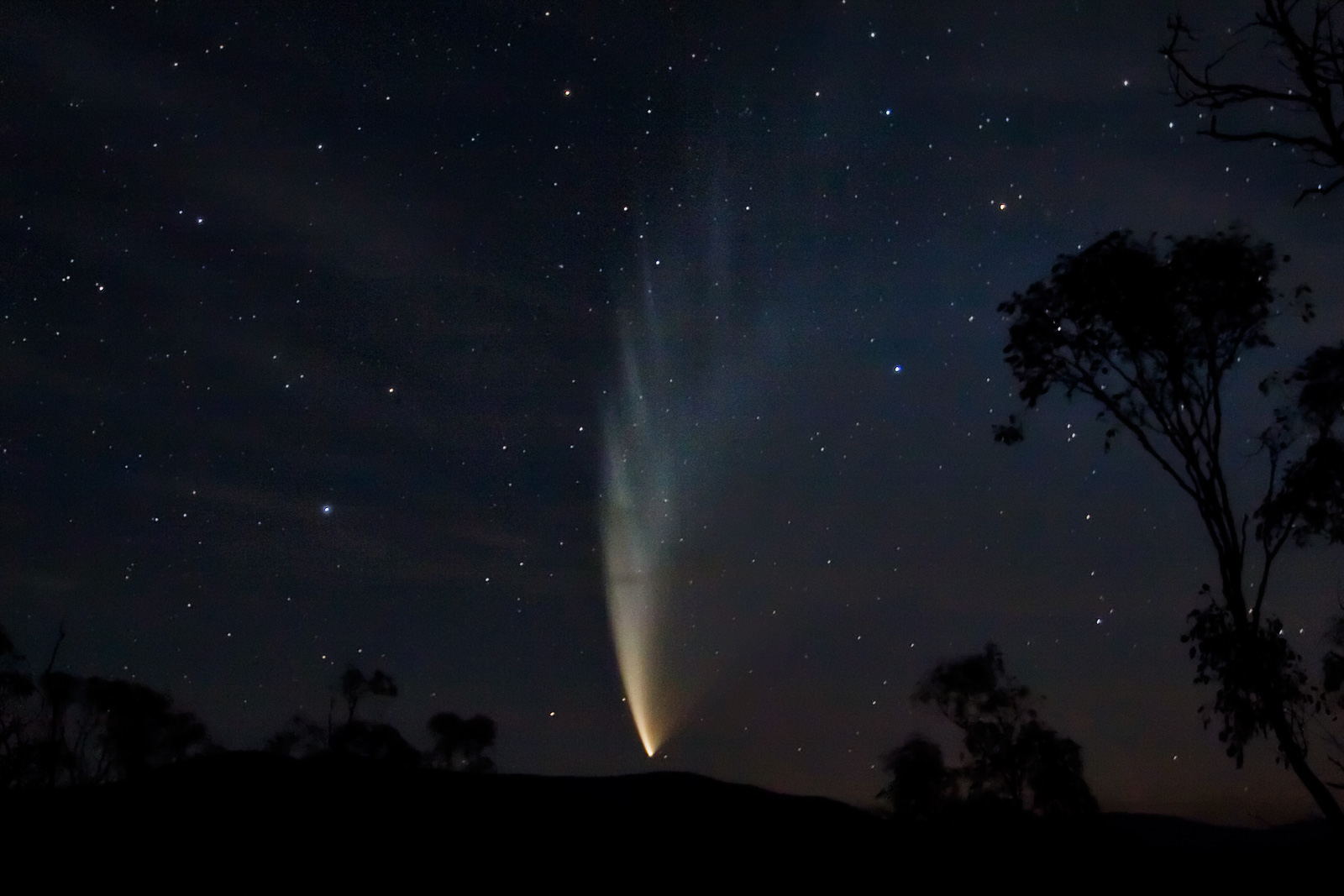
In der zweiten Januarhälfte entwickelte der Komet nur für Beobachter auf der Südhalbkugel seinen imposanten Schweif

Überraschenderweise konnten dadurch Teile des Kometenschweifs auch auf der Nordhalbkugel noch einmal gesehen werden. Am 17. Januar gelangen dort Aufnahmen der äußersten Ausläufer des Schweifes und noch am 20. Januar waren die gebänderten Schweifstrukturen etwa 1–2 Stunden nach Sonnenuntergang in westlicher Richtung zu sehen, allerdings äußerst schwach, und erinnerten an die Beschreibungen des Kometen C/1743 X1.
Im Gegensatz zu den einige Wochen zuvor stark durch die Dämmerung beeinträchtigten Beobachtungsbedingungen auf der Nordhalbkugel konnte der Komet nun auf der Südhalbkugel an wesentlich dunklerem Himmel gesehen werden, da er nach dem Periheldurchgang rasch größeren Abstand von der Sonne gewann und höher in den Nachthimmel stieg. Dadurch bot er dort für Wochen einen spektakulären Anblick, obwohl die Helligkeit bis Anfang Februar rasch auf 3 mag gesunken war bei immer noch mindestens 30° Schweiflänge.
Im März nahm die Helligkeit weiter ab, sie lag Anfang des Monats noch bei 6–7 mag und Mitte April nur noch bei 9–10 mag. Die letzte Positionsbestimmung gelang am 11. Juli in der Nähe von Canberra bei einer Helligkeit von etwa 19 mag.
Der Komet erreichte am 14. Januar 2007 eine Helligkeit von −6 mag und war damit nach C/1965 S1 (Ikeya-Seki) der zweithellste Komet seit 1935.

## Wissenschaftliche Auswertung
Als die beiden Raumsonden STEREO-A und -B noch nicht ihre endgültigen Positionen erreicht hatten und sich noch zusammen in Erdnähe befanden, konnte am 15. Dezember 2006 mit den Magnetometern ein starkes Strömungssignal eines interplanetaren koronalen Massenauswurfs (ICME) registriert werden. Dies könnte durch den ausgedehnten Staubschweif des Kometen McNaught verursacht worden sein, dessen Bahnebene der ICME zuvor in der Nähe der Sonne durchquert hatte.
Zwei Tage vor dem Periheldurchgang wurde am 10. Januar 2007 mit dem Sonnenteleskop THEMIS auf Teneriffa die Emission von Natrium im Licht der Natrium-D-Linien beobachtet und dessen räumliche Verteilung bestimmt sowie die möglichen Quellen analysiert.
Kurz nach dem Periheldurchgang des Kometen konnte auf Aufnahmen der STEREO-Raumsonden vom 11. bis 14. Januar 2007 neben dem Staubschweif ein weiterer gekrümmter Schweif beobachtet werden. Es handelte sich wahrscheinlich um einen Schweif aus neutralen Eisenatomen, die aus einem bei den hohen Temperaturen in Sonnennähe verdampfendem eisenhaltigen Mineral wie Troilit (Eisenkies, FeS) stammten. Ein solcher Schweif war nie zuvor bei einem Kometen beobachtet worden.

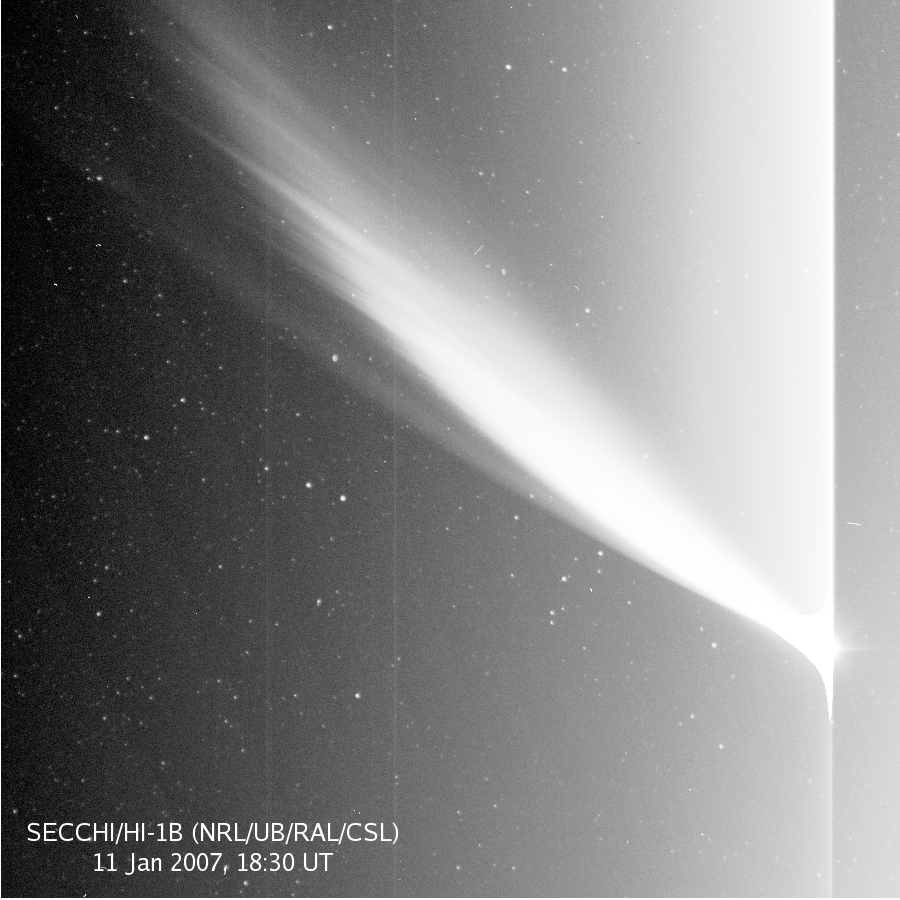
Schweif von McNaught am 11. Januar aufgenommen von STEREO-B. Der Eisenschweif ist links unterhalb des hellen Staubschweifs erkennbar

Mit dem 30-m-Radioteleskop des IRAM in Spanien und dem Nançay-Radioobservatorium in Frankreich wurde der Komet vom 15. bis 17. Januar 2007 bei geringem Sonnenabstand von 0,21 bis 0,26 AE beobachtet und dabei die Emissionslinien des Hydroxyl-Radikals OH, von Cyanwasserstoff (HCN), Isocyanwasserstoff (HNC), Acetonitril (CH3CN), Methanol (CH3OH), Formaldehyd (H2CO), Kohlenstoffmonoxid (CO), CS, Ameisensäure (HCOOH) und deuteriertem Wasser (HDO) gefunden und deren Produktionsraten und Häufigkeiten relativ zu Wasser ermittelt. Auch die Linien von Cyanoacetylen (HC3N) und HCO+ wurden registriert.
Am 27. und 28. Januar erfolgte eine Beobachtung des Kometen im Infraroten mit dem CSHELL-Spektrografen an der Infrared Telescope Facility auf dem Mauna Kea. Es konnten die Signaturen von Wasser, Methan (CH4), Ethin (C2H2), Ethan (C2H6), HCN, CO, Ammoniak (NH3), H2CO, OH und NH2 gefunden werden und die Produktionsrate von Wasser sowie die absoluten und relativen Produktionsraten der anderen Substanzen bestimmt werden. Während des vorausgegangenen engen Vorbeigangs an der Sonne waren wahrscheinlich die äußeren Schichten des Kometen abgelöst und ursprünglicheres Material aus tieferen Schichten freigesetzt worden.
Vom 27. Januar bis 3. Februar und dann noch einmal vom 25. bis 28. Februar 2007 konnte der Komet jeweils für kurze Zeit in der Dämmerung dicht über dem Horizont mit dem 3,6-m-New Technology Telescope am La-Silla-Observatorium in Chile beobachtet werden. Im Licht des CN-Radikals wurden visuell drei Gasfontänen registriert, am 29. Januar wurden spektroskopisch auch starke Natrium-D-Linien festgestellt.
Anfang Februar 2007 konnten während eines Zeitraums von 5 Tagen mit vier Instrumenten an Bord der Raumsonde Ulysses die Spuren von Ionen aus dem Gasschweif des Kometen und deren Wechselwirkung mit dem Sonnenwind registriert werden. Zum ersten Mal wurde dabei O3+ in einem Kometenschweif entdeckt, zusammen mit einfach ionisierten Molekülen. Aus diesen und weiteren Beobachtungen wurde auch ein Modell für die Interaktion zwischen dem Kometen und dem Sonnenwind über einen größeren Entfernungsbereich von der Sonne erarbeitet.
Mit der SWAN (Solar Wind ANisotropies)-Kamera an Bord des Weltraumteleskops SOHO wurde die Verteilung von Wasserstoff in der Kometenkoma im Licht der ultravioletten Lyman-α-Linie über einen Sonnenabstandsbereich von 0,18 bis 1,84 AE beobachtet und daraus die zeitlich veränderliche Produktionsrate von Wasser bestimmt. Sie erreichte am 13. Januar 2007 ein Maximum von etwa 1640 t/s.

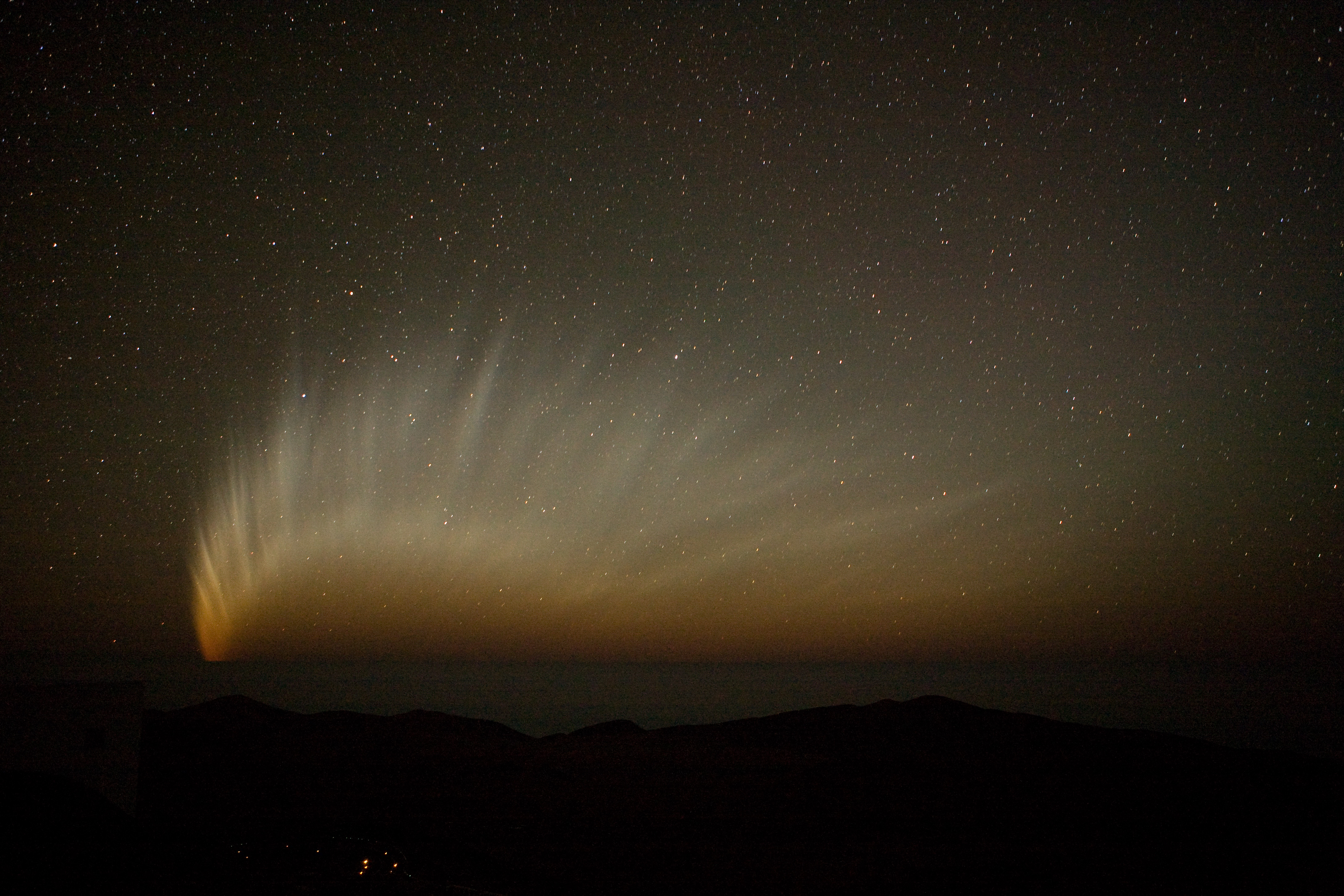
Die mehr oder weniger quer zur Längsachse angeordneten Striae im Schweif des Kometen

Der Komet besaß einen ausgedehnten, stark strukturierten Staubschweif, der viele Striae aufwies. Beobachtungen im Infraroten mit erdgebundenen Teleskopen und mit dem Spitzer-Weltraumteleskop zeigten, dass der Schweif aus größeren und kompakteren porösen Körnern bestand als bei vielen anderen Kometen. Um die ausgeprägten, im Schweif querverlaufenden Striae zu erklären, wurde ein dynamisches Modell für die Ausbildung des Staubschweifs entwickelt. Seine Morphologie konnte dadurch erklärt werden, dass auf der Oberfläche des Kometenkerns drei begrenzte aktive Zonen angenommen wurden, aus denen der Staub austrat. Die Striae könnten dadurch entstanden sein, dass das Material in zeitlich veränderlichen Mengen aus diesen Quellen austrat, je nachdem ob sie sich auf der beleuchteten oder abgeschatteten Seite des rotierenden Kerns befanden. Auch die Rotationsperiode des Kometen konnte zu 21 Stunden bestimmt werden.
Der eigentliche Prozess zur Ausformung der Striae, die bisher nur bei wenigen, sehr produktiven Kometen wie C/1957 P1 (Mrkos), C/1962 C1 (Seki-Lines), C/1975 V1 (West) oder C/1995 O1 (Hale-Bopp) festgestellt werden konnten, ist trotz vieler Erklärungsversuche noch nicht verstanden. Auf Grundlage der Beobachtungsergebnisse der STEREO- und SOHO-Raumsonden und weiterer Beobachtungen von der Erde im Zeitraum 11. bis 30. Januar 2007 wurden mit der neu entwickelten Technik einer zeitlichen Kartierung Hinweise darauf gefunden, dass die Striae einerseits resultieren könnten aus einem kaskadierenden Fragmentierungsprozess der Staubkörner und andererseits aus einer Interaktion zwischen dem Kometenstaub und wechselnden zeitlichen und räumlichen Zuständen des Sonnenwindes während der Bewegung des Kometen auf seiner Bahn und damit einer veränderlichen Lorentzkraft auf die elektrisch geladenen Staubpartikel im Magnetfeld um die Sonne.

## Umlaufbahn
Für den Kometen konnte aus 331 Beobachtungsdaten über einen Zeitraum von 11 Monaten eine temporär hyperbolische Umlaufbahn bestimmt werden, die um rund 78° gegen die Ekliptik geneigt ist. Die Bahn des Kometen verläuft damit steil angestellt zu den Bahnebenen der Planeten. Im sonnennächsten Punkt (Perihel), den der Komet am 12. Januar 2007 durchlaufen hat, war er etwa 25,5 Mio. km von der Sonne entfernt und befand sich damit im Bereich innerhalb der Umlaufbahn des Merkur. Beim Durchlaufen des Sonnensystems erfuhr der Komet auch Annäherungen an mehrere Planeten:
| Datum              | Planet  | Min. Abstand (in AE) |
| ------------------ | ------- | -------------------- |
| Februar 1991       | Neptun  | 15,7                 |
| 21. Juli 2006      | Jupiter | 3,5                  |
| 10. Dezember 2006  | Mars    | 1,10                 |
| 12. Dezember 2006  | Venus   | 0,49                 |
| 30. Dezember 2006  | Merkur  | 0,43                 |
| 15. Januar 2007    | Erde    | 0,82                 |
| 17. Januar 2007    | Saturn  | 9,1                  |
| 21. September 2007 | Jupiter | 3,9                  |

Die größte Annäherung an die Erde entspricht einer Entfernung von etwa 122,2 Mio. km.
Nach den Bahnelementen, wie sie in der JPL Small-Body Database angegeben sind und die keine nicht-gravitativen Kräfte auf den Kometen berücksichtigen, wäre seine Bahn lange vor seiner Passage des inneren Sonnensystems noch elliptisch gewesen mit einer Exzentrizität von etwa 0,999995 und einer Großen Halbachse von etwa 35.000 AE (0,55 Lichtjahre), so dass seine Umlaufzeit bei 6,5 Mio. Jahren gelegen hätte. Durch die Anziehungskraft der Planeten würde seine Bahnexzentrizität auf etwa 0,999916 und seine Große Halbachse auf etwa 2050 AE verringert, so dass sich seine Umlaufzeit auf etwa 93.000 Jahre verkürzt.
In einer Untersuchung aus dem Jahr 2013 konnten M. Królikowska und P. A. Dybczyński Bahnelemente berechnen, die außer den gravitativen Einflüssen aller Planeten und den relativistischen Effekten beim nahen Vorbeiflug des Kometen an der Sonne auch nicht-gravitative Kräfte auf den Kometen durch Ausgasungseffekte berücksichtigen. Außerdem bestimmten sie Werte für die ursprüngliche und zukünftige Bahnform lange vor bzw. nach dem Durchgang durch das innere Sonnensystem. In einer weiteren Untersuchung von 2015 konnten sie durch eine Simulation der Kometendynamik mit statistischen Verfahren unter zusätzlicher Berücksichtigung der Anziehungskräfte der galaktischen Scheibe und des galaktischen Zentrums, sowie gravitativ störender Sterne in der Sonnenumgebung, die Daten noch etwas optimieren, allerdings hatten diese zusätzlichen Effekte nur einen sehr geringen Einfluss.
In einer Untersuchung aus dem Jahr 2020 revidierte M. Królikowska ihre Bahnbestimmung noch einmal, indem sie 334 Beobachtungsdaten aus dem gesamten Beobachtungszeitraum verwendete und nicht-gravitative Kräfte auf den Kometen berücksichtigte. Nach dem von ihr präferierten Berechnungsmodell (Modell „n5“) bewegte sich der Komet ursprünglich auf einer elliptischen Bahn mit einer Exzentrizität von 0,999990 und einer Großen Halbachse von etwa 17.500 AE (Unsicherheit ±10 %) mit einer Umlaufzeit in der Größenordnung von 2,3 Mio. Jahren. Es handelte sich aber höchstwahrscheinlich um einen „dynamisch alten“ Kometen aus der Oortschen Wolke, der zuvor bereits in Sonnennähe gewesen war. Für die zukünftige Bahn bestimmte sie eine elliptische Charakteristik mit einer Exzentrizität von etwa 0,999919, einer Großen Halbachse von 2140 AE und einer Umlaufzeit von etwa 99.000 Jahren.